# Вулиця Героїв Десантників (Житомир)
Вулиця Героїв Десантників  — вулиця в Богунському районі міста Житомир.
Названа на честь українських військовиків-десантників 95 окремої Житомирської десантно-штурмової бригади.

## Розташування
Бере початок від проспекту Миру та прямує на південь, через 400 метрів повертає на схід.
Довжина вулиці — 800 м.

## Історія
Попередні назви: провулок Мирний, вулиця Маршала Жукова. Відповідно до розпорядження Житомирського міського голови від 19 лютого 2016 року № 112 «Про перейменування топонімічних об'єктів та демонтаж пам'ятних знаків у м. Житомирі», перейменована на вулицю Героїв Десантників.